# Siège de Sancerre
Pour les articles homonymes, voir Siège de Sancerre (homonymie).
Guerres de Religion
Batailles
Guerres de Religion en France
Prélude
- Mérindol (1545)
- Amboise (1560)
- Colloque de Poissy (1561)

Première guerre de Religion (1562-1563)
- Édit de Saint-Germain (1562)
- Massacre de Wassy (1562)
- Toulouse (1562)
- Vergt (1562)
- Rouen (1562)
- Dreux (1562)
- Orléans (1563)
- Paix d'Amboise (1563)

Deuxième guerre de Religion (1567-1568)
- Surprise de Meaux (1567)
- Michelade (1567)
- Saint-Denis (1567)
- Chartres (1568)
- Paix de Longjumeau (1568)

Troisième guerre de Religion (1568-1570)
- Jarnac (1569)
- La Roche-l'Abeille (1569)
- Poitiers (1569)
- Orthez (1569)
- Montcontour (1569)
- Saint-Jean-d'Angély (1569)
- Arnay-le-Duc (1570)
- Rabastens (1570)
- Paix de Saint-Germain-en-Laye (1570)

Quatrième guerre de Religion (1572-1573)
- Saint-Barthélemy (1572)
- Sancerre (1572-1573)
- Sommières (1573)
- La Rochelle (1573)

Cinquième guerre de Religion (1574-1576)
- Dormans (1575)
- Édit de Beaulieu (1576)

Sixième guerre de Religion (1577)
- Paix de Bergerac (1577)
- Édit de Poitiers (1577)

Septième guerre de Religion (1579-1580)
- Traité de Nérac (1579)
- Paix du Fleix (1580)

Huitième guerre de Religion (1585-1598) 
Guerre des Trois Henri

- Traité de Joinville (1584)
- Édit de Nemours (1585)
- Jarrie (1587)
- Coutras (1587)
- Vimory (1587)
- Auneau (1587)
- Journée des Barricades (1588)
- Arques (1589)
- Ivry (1590)
- Paris (1590)
- Journée des Farines (1591)
- Chartes (1591)
- Poncharra (1591)
- Châtillon (1591)
- Rouen (1591-1592)
- Craon (1592)
- Port-Ringeard (1593)
- Fort Crozon (1594)
- Fontaine-Française (1595)
- Doullens (1595)
- Amiens (1597)
- Édit de Nantes (1598)

Rébellions huguenotes (1621-1629)
- Saumur (1621)
- Saint-Jean-d'Angély (1621)
- La Rochelle (1621)
- Montauban (1621)
- Riez (1622)
- Royan (1622)
- Sainte-Foy (1622)
- Nègrepelisse (1622)
- Saint-Antonin (1622)
- Montpellier (1622)
- Saint-Martin-de-Ré (1622)
- Traité de Montpellier (1622)
- Blavet (1625)
- Île de Ré (1625)
- Traité de Paris (1626)
- Saint-Martin-de-Ré (1627)
- La Rochelle (1627-1628)
- Privas (1629)
- Alès (1629)
- Montauban (1629)
- Paix d'Alès (1629)

Révocation de l'édit de Nantes (1685)
Le siège de Sancerre, mené par Claude de La Châtre de La Maisonfort, débute le 3 août 1572 et se termine par la capitulation de la cité, le 24 août 1573.
Pour un article plus général, voir Histoire du Sancerrois.

## Origines
Poursuivis et massacrés dans tout le Berry, les protestants se réfugient dans la ville de Sancerre. Celle-ci, dotée d'un château aisément défendable, posée sur une hauteur escarpée, est une forteresse difficilement prenable. Acquise à la cause réformée depuis les années 1550, elle est un refuge naturel pour les persécutés. De plus, elle ne s'est pas rendue aux troupes royales au lendemain de la paix de Saint-Germain. Le gouverneur du Berry amène 7 000 hommes et 18 pièces d'artillerie devant la place. L'échevin, André Jouhanneau, et le capitaine de la garnison, Lafleur, choisi par les habitants en 1569 commandent la résistance.

## Préparation du siège
Du 3 août 1572 au 13 janvier 1573, la place fut peu à peu investie par des corps de troupes que commandait La Châtre, et qui se fortifièrent dans les villages ou les hameaux environnants.
Fait étrange, les catholiques de la ville, au lieu de fuir, se joignent aux assiégés. Un messager leur fut tout d'abord envoyé afin d'obtenir leur reddition. Les habitants le firent prisonnier. Un premier assaut fut alors tenté, le 19 mars au matin, mais ce fut un échec cuisant, une défense acharnée intégrant même des frondes ayant raison de l'élan de l'armée royale. Plus de 60 catholiques restèrent sur le terrain et 200 autres furent blessés. La place avait été alors progressivement investie et les corps de troupes catholiques se fortifièrent dans les villages et hameaux environnants, encerclant ainsi totalement la forteresse et la privant de ses accès vitaux, notamment en direction de la Loire.

## Le siège
Le siège débute le 7 février 1573 et se termine le 24 août 1573. Le siège proprement dit, c'est-à-dire le blocus intégral de la place dure 5 mois. Le maréchal s'installe dans une maison de Saint-Satur au pied de la colline assiégée. La cité est la cible de 5915 boulets de canon.
La famine terrasse plus de 500 habitants. Une fois les stocks épuisés, on mangea aussi les chiens, les chats et même parfois des rats; mais également de l'herbe, des racines, le cuir des souliers, des pains de paille et d'ardoise pilée. Un couple et une dame âgée furent même surpris à manger leur fille déterrée de trois ans, tandis que ses restes garnissaient des pots prêts à cuire. 
Simon Potard subit le bûcher sans strangulation, Eugène, sa femme, la pendaison et la vieille femme, Philippe de La Feuille meurt au cachot avant son passage devant le bourreau. 
Cette extrême rigueur dans le châtiment dissuada les autres habitants de se livrer à l'anthropophagie. Cadavres et agonisants parsemaient les rues.
La reddition intervint le 24 août 1573. L'entrée de Claude de La Châtre s'effectue le 31. 
Les sources sont muettes sur le fonctionnement de l'hôpital et sur l'absence étonnante d'épidémie pendant le siège.

## Massacres et persécutions d'après-bataille
La vengeance est alors à la hauteur de l'affront fait au roi. Les murailles sont détruites, on brûle les portes de la ville, on confisque la cloche du beffroi et on réclame 40 000 livres à la ville. L'échevin André Jouhanneau, l'un des chefs de la résistance de Sancerre, est jeté dans le puits de la Halle après avoir été exécuté juridiquement le 12 septembre 1573 par les archers du prévôt de l’armée .

## Vestiges et témoignages

### Littérature
- Histoire mémorable du siège de Sancerre, de Jean de Léry.
- 1573 Sancerre, l'enfer au nom de Dieu, d'Abraham Malfuson, édition présentée par Frank Lestringant et René Vérard, Regain de lecture, 2008.
- L'Orme aux loups, de Thierry Berlanda, roman policier historique, éditions De Borée, 2017.